# Evangelische Kreuzkirche (Bockum-Hövel)

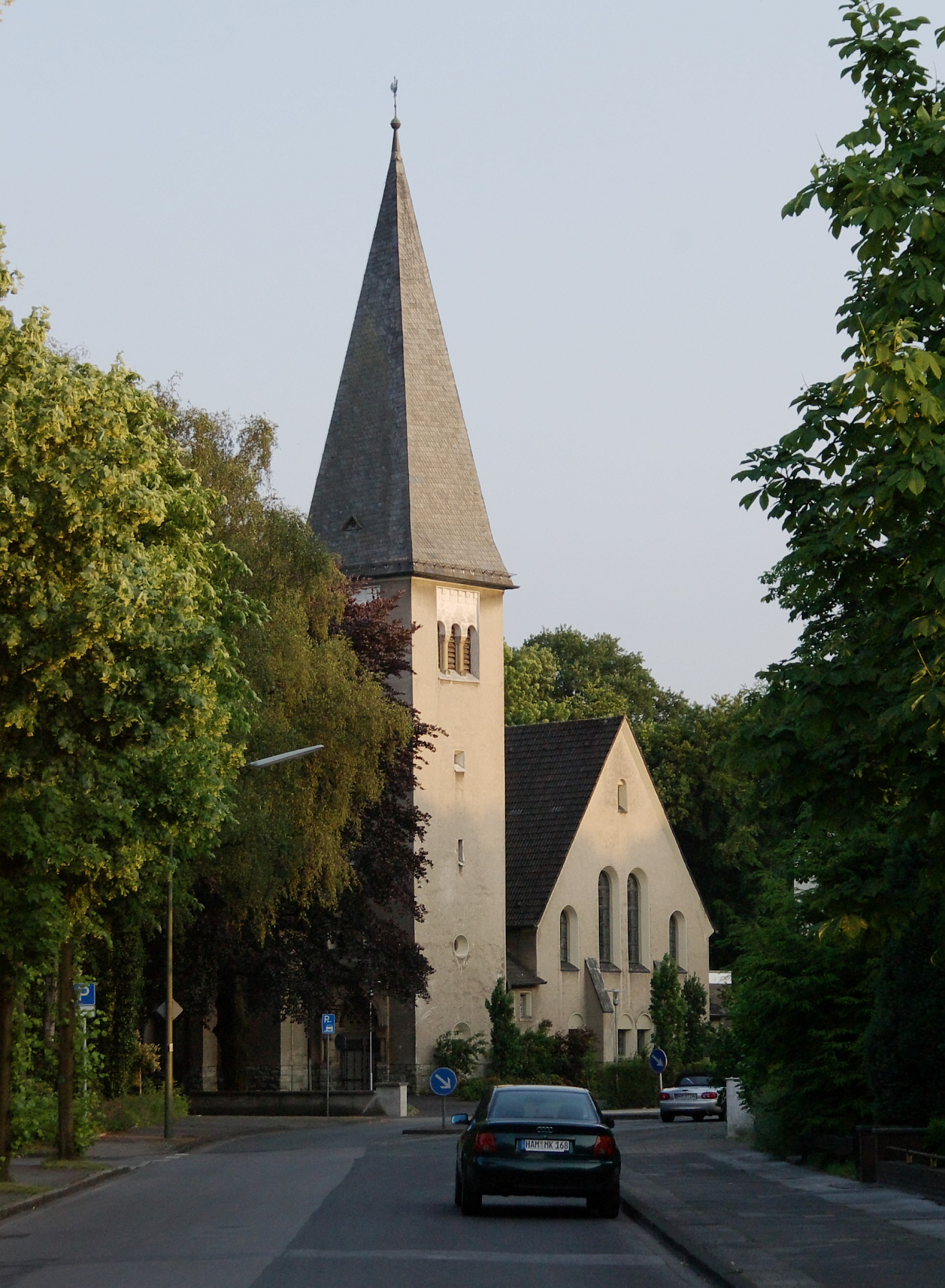
Ansicht der Kreuzkirche von Norden

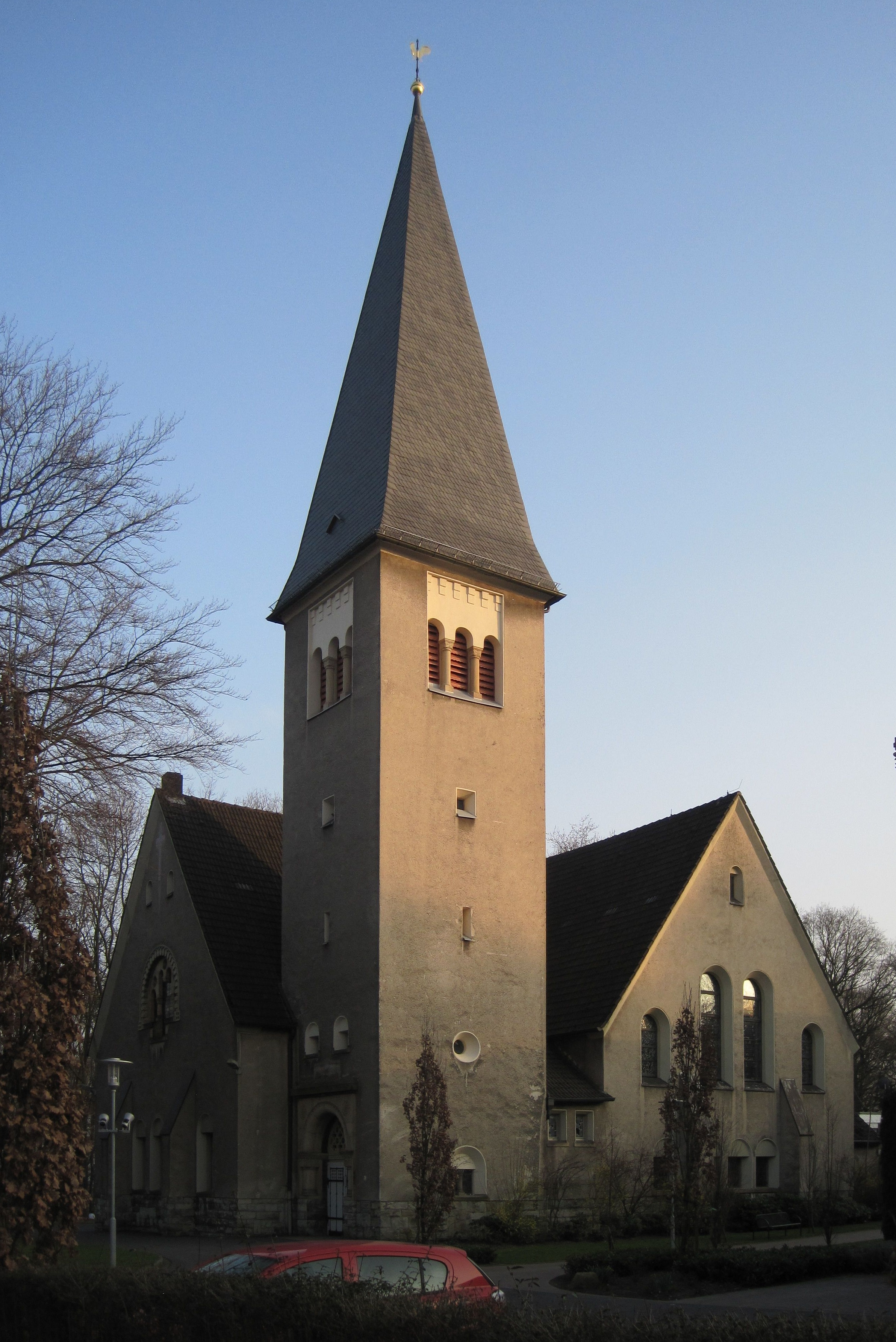
Kreuzkirche

Die Kreuzkirche im Hammer Stadtbezirk Bockum-Hövel ist eine evangelische Gemeindekirche und bildet den Gemeindebezirk I der Kirchengemeinde Bockum-Hövel. Sie entstand als Reaktion auf die stark gewachsene Zahl evangelischer Christen in den Dörfern Bockum, Hövel und der Zechenkolonie der Zeche Radbod. Der Kirchenbau von 1912 steht seit 1985 auf der Liste der Baudenkmäler der Stadt Hamm. Die Denkmaleigenschaft erstreckt sich auf die Architektur und den derzeitigen Baubestand der Kirche.

## Geschichte der Kirche und ihrer Gemeinde

### Vorgeschichte der evangelischen Kirche in Bockum-Hövel
Ortsheimatpfleger Arthur Schauerte berichtet in seinen zur Kriegszeit herausgegebenen Heimatbriefen, dass während der Reformationszeit, namentlich im Jahre 1534, der Besitzer von Haus Ermelinghof, Gert von Galen, zusammen mit seiner Frau Mechthild von Korf zur Lehre Martin Luthers übertrat. Sein Bruder, der Dom- und Kirchherr war, hatte ihn dazu bewogen. Dieser stand seinerseits unter dem Einfluss des damaligen Bischofs von Münster, Franz von Waldeck (1532–1552), der die Täufer niedergeworfen hatte und als Befürworter der Reformation galt. Um 1550 trat auch Gerts Sohn Dietrich von Galen dem lutherischen Glauben bei. Die bis dahin katholisch geprägte St. Pankratiuskirche in Hövel wurde daraufhin fast 80 Jahre lang – bis zum Jahr 1617 – lutherisch.
Die lutherischen Pfarrer, die zu dieser Zeit dort tätig waren, sind noch heute namentlich bekannt.
1563 wurde ein Prediger namens Johann oder Theodor aus der Familie Brechte nach Hövel berufen. Er war mit einer N. von Plönnies aus Münster verheiratet. 1564 wurde er nach Hamm versetzt.
Darauf folgt zusammen mit seiner Frau ein ehemaliger Dominikanerprediger aus Göttingen, der je nach Quellenlage Johannes Hard, Johannes Hardt oder Johann Hardius genannt wird. Hard war von seinem Kloster in Dortmund nach Göttingen geschickt worden, wo er eine Frau namens Margarete Wollers heiratete. Er nahm gravierende Veränderungen im liturgischen Ablauf vor, indem er das Messbuch veränderte, die Lieder auf Deutsch singen ließ u. ä. Bald erwarb er sich einen Ruf als guter Sänger und Prediger, so dass auch die Bürger aus dem benachbarten Hamm in der Grafschaft Mark an Sonn- und Feiertagen nach Hövel kamen, um ihn zu hören. Um dies zu verhindern, ließen die Stadtoberen von Hamm an diesen Tagen das Nordentor schließen. Der Bürgermeister von Hamm allerdings war ihm sehr zugetan und holte ihn als Prediger nach Hamm. Dort bewohnte er zusammen mit seiner Frau den neben dem Franziskanerkloster Hamm liegenden St.-Annen-Hof. Das Paar bekam dort einige Kinder. Später wurde Hard durch Intrigen vom Rat in Hamm abgesetzt und verstarb wenig später in Bremen.
Zwischen 1575 und nachweislich 1586 war Biter von Galen auf Haus Ermelinghof evangelischer Pastor in Hövel. Er war ein Neffe des Gert von Galen und Sohn des Jobst von Galen. In den Akten des Hauses Ermelinghof, die im Staatsarchiv zu Münster aufbewahrt werden, findet sich eine Urkunde mit Wachssiegel, die die Amtseinsetzung des Pastors bestätigt. Danach musste die Äbtissin des Klosters Kentrop, eine Margarete von Galen, die als rechte Lehnsfrau des Pfarrers in Hövel bezeichnet ist, zur Amtseinsetzung des Hövelers Pastors ihre Zustimmung geben. Dieser wurde dann durch den Archidiakon Durus Schmising am 9. November 1575 eingesetzt.
1591 ist Georg von Galen, Sohn des Hammer Bürgers Philipp von Galen, der im genannten Jahr sein Kurator war, Pastor in Hövel. Für das Jahr 1616 wird als Pastor in Hövel ein Henrik oder Henrich Brink genannt.
Im Jahre 1618 begann der Dreißigjährige Krieg. Die Gegenreformation erfasste die Region. In diesem Jahr starb mit Theodor Warensbergh der letzte lutherische Pastor in Hövel. Die Pfarrstelle war danach vermutlich über mehrere Jahre unbesetzt. Schließlich setzte Münster den katholischen Pfarrer Theodor Baggel ein. Dieser fand das Pastorat als ein altes, baufälliges, leeres Haus vor, welches von den Soldaten verwüstet worden war. Er beklagte das Fehlen von Monstranz und Leuchter, Fahnen und Weihkessel. Unter Bischof Ferdinand von Bayern (1612 bis 1650) wurden die evangelischen Einflüsse mehr und mehr zurückgedrängt. Das Münsterland wurde wieder katholisch.
Mit Alexander von Galen und seinen Angehörigen kehrte im Jahre 1652 die Familie von Galen zu Ermelinghof zum katholischen Glauben zurück. Veranlasst worden war dies durch einen Verwandten Alexanders, den münsterischen Fürstbischof Christoph Bernhard von Galen (auf Haus Bisping).
Daraufhin lebten bis in das 19. Jahrhundert hinein nur noch sehr wenige Christen des evangelisch-lutherischen Bekenntnisses im Kreis Lüdinghausen, zu dem Bockum-Hövel gehörte. Anfang des 19. Jahrhunderts zählte die Evangelische Kirche in Preußen vor Ort gerade einmal 460 Menschen als Mitglieder. Wegen der schwierigen Verkehrsverbindung zur Kreishauptstadt, zu der die evangelischen Gläubigen auch kirchlich gehörten, erfolgte die seelsorgerische Betreuung von der 1860 gegründeten evangelischen Kirchengemeinde Ahlen aus. Seit 1824 existierte allerdings auch eine zur unierten Gemeinde zusammengefassten Kirchengemeinde Hamm, die ihre Gottesdienste in Schulräumen, Gaststätten und teilweise in Privaträumen abhielt und im Laufe der Zeit mehr und mehr an Bedeutung gewann.
Erst als in Radbod der Schacht abgeteuft wurde, kamen aus allen Provinzen Deutschlands und aus dem Ausland (Polen, Ungarn und Italien) Menschen verschiedener Glaubensbekenntnisse. Auch Bockum-Hövel selbst wurde durch diese Entwicklung geprägt. Im April 1908 wurden die beiden Ortschaften als Amt Bockum-Hövel zusammengeführt. Am 1. April 1939 wurden sie zur amtsfreien Gemeinde Bockum-Hövel vereinigt; 1956 erhielten sie Stadtrechte.

### Entstehung der evangelischen Kirchengemeinde Radbod

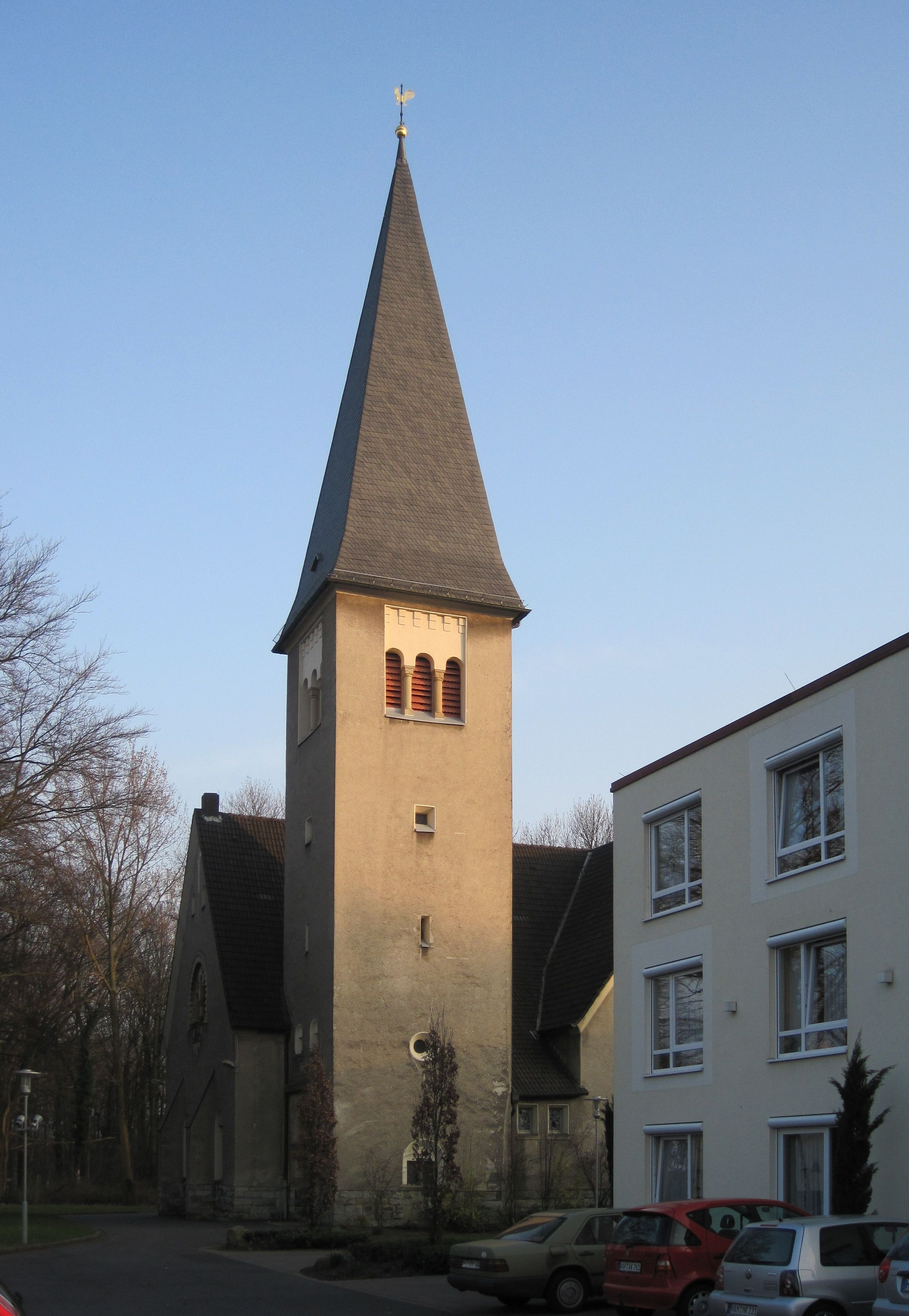
Kreuzkirche

Um 1900 gab es in Bockum-Hövel etwa 460 evangelische Personen, die von Ahlen und Hamm aus seelsorgerisch betreut wurden. Im Juni 1908 hatte die noch unselbstständige Gemeinde 800 Mitglieder. Im November desselben Jahres waren es schon mehr als 2000.
Nach Abteufen von Schacht 1 durch die Bergwerksgesellschaft Trier in Hövel wurden ausgedehnte Arbeitersiedlungen errichtet; zum Teil konnte dort auch Eigentum erworben werden. Im Jahre 1907 beschloss die Zechenverwaltung, auf ihrem Gelände (heutige Friedrich-Ebert-Straße Nr. 1) ein Gebäude errichten zu lassen, das sie kostenlos als Notkirche zur Verfügung stellte. Mit großer Unterstützung seitens der Zeche Radbod konnte die erste evangelische Notkirche an der heutigen Friedrich-Ebert-Straße am 22. November 1907 (alternative Angabe: 22. Dezember 1907) eingeweiht werden. Daraufhin beauftragte die Kirchengemeinde Hamm den Hilfsprediger Pastor Karl Niemann mit der Betreuung der evangelischen Zechenangehörigen. Er hielt an jedem zweiten Sonntag in der Notkirche den Gottesdienst. Zum 1. Dezember 1907 wurde in einem Wohnhaus, das die Zechenleitung zur Verfügung gestellt hatte, ein „Betsaal“ eingeweiht.
Nach dem schweren Grubenunglück auf der Zeche Radbod vom 12. November 1908, dem 348 (andere Angabe: 350) Bergleute zum Opfer fielen, stellte die Zechenverwaltung Pastor Niemann ab dem 1. Dezember 1908 eine Wohnung in einem Steigerhaus der bereits bestehenden Zechenkolonie (Hammer Straße 129, später Rautenstrauchstraße 8) zur Verfügung, wo er bis 1910 blieb. Dadurch konnte ein geregeltes Gemeindeleben mit sonntäglichem Gottesdienst, regelmäßigem kirchlichen Unterricht und seelsorgerlicher Betreuung aufgenommen werden.
Wenn auch schon ab 1907 eigene Kirchenbücher geführt wurden, war die Gemeinde doch noch nicht selbstständig. Erst nach und nach wurden die dazu nötigen Unterlagen geführt. Das Totenregister der Gemeinde beginnt ab August 1907, das Trau- und Taufregister 1908, das Konfirmationsregister 1909; die erste Konfirmation konnte am 28. März 1909 gefeiert werden. Zur Vertretung der Gemeinde und zur Beratung wichtiger Fragen wurde laut Pastor Wiehe eine „Spezial-Repräsentation von sechs Männern unter dem Vorsitz des Hilfsgeistlichen“ bestellt. Namentlich waren dies Markenkontrolleur Jung, Fahrsteiger Stenzel, Fahrhauer Görke, Schreinermeister Brockmann, Bergmann Malessa und Bergmann Lohsträter. In dieser Zeit wurden auch ein Frauenverein und ein Kirchenchor (Männerchor) gegründet.
Zwischen 1908 und 1910 war Bergmann Schroth als erster Küster der Gemeinde tätig; sein Sohn Hermann ist 1908 ebenfalls auf der Zeche verunglückt. Im Herbst 1909 erging der Beschluss zur Gründung einer eigenen Kirchengemeinde.
September 1910 siedelte Pastor Niemann nach Girkhausen (Kreis Wittgenstein) über, wo er eine Pfarrstelle übernahm. Am 8. Oktober 1910 wurde Pastor Wilhelm Wiehe (1911–1927) sein Nachfolger. Er wohnte in der Hagenstraße 2 in einer Steigerwohnung. Zunächst versah er als Hilfsprediger der Gemeinde Hamm seinen Dienst. Bald jedoch wurde er zur Triebfeder der Gründung einer eigenen Gemeinde. Am 1. Juli 1911 konnte die Kirchengemeinde Radbod gegründet werden. Ihr Wirkungskreis war das Amt Bockum-Hövel. Sie wurde am 11. Juli 1911 amtlich anerkannt und umfasste etwa 3.000 Menschen. Am 26. Juli wurden 32 Repräsentanten gewählt, von denen die ersten acht zu Mitgliedern des Presbyteriums bestimmt wurden. Nach Gründung der evangelischen Kirchengemeinde Radbod wurde Wilhelm Wiehe am 6. September 1911 einstimmig zum Pastor gewählt und am 3. Dezember in sein Amt eingeführt. 1911/12 kam es auch zur Errichtung der beiden evangelischen Schulen in Hövel und in Bockum, nachdem zuvor eine Baracke als provisorisches Schulgebäude genutzt worden war.
Der erste Direktor der Schachtanlage, Heinrich Janssen, der aus Friesland stammte, hatte seine Zeche nach dem Friesenkönig Radbod benannt. Damit erinnert sie ausgerechnet an einen militanten germanischen Gegner des christlichen Glaubens, denn der friesische König Radbod hatte sich den fränkisch-christlichen Missionierungsbestrebungen bis zu seinem Tode erbittert widersetzt.

### Der Bau der Kreuzkirche

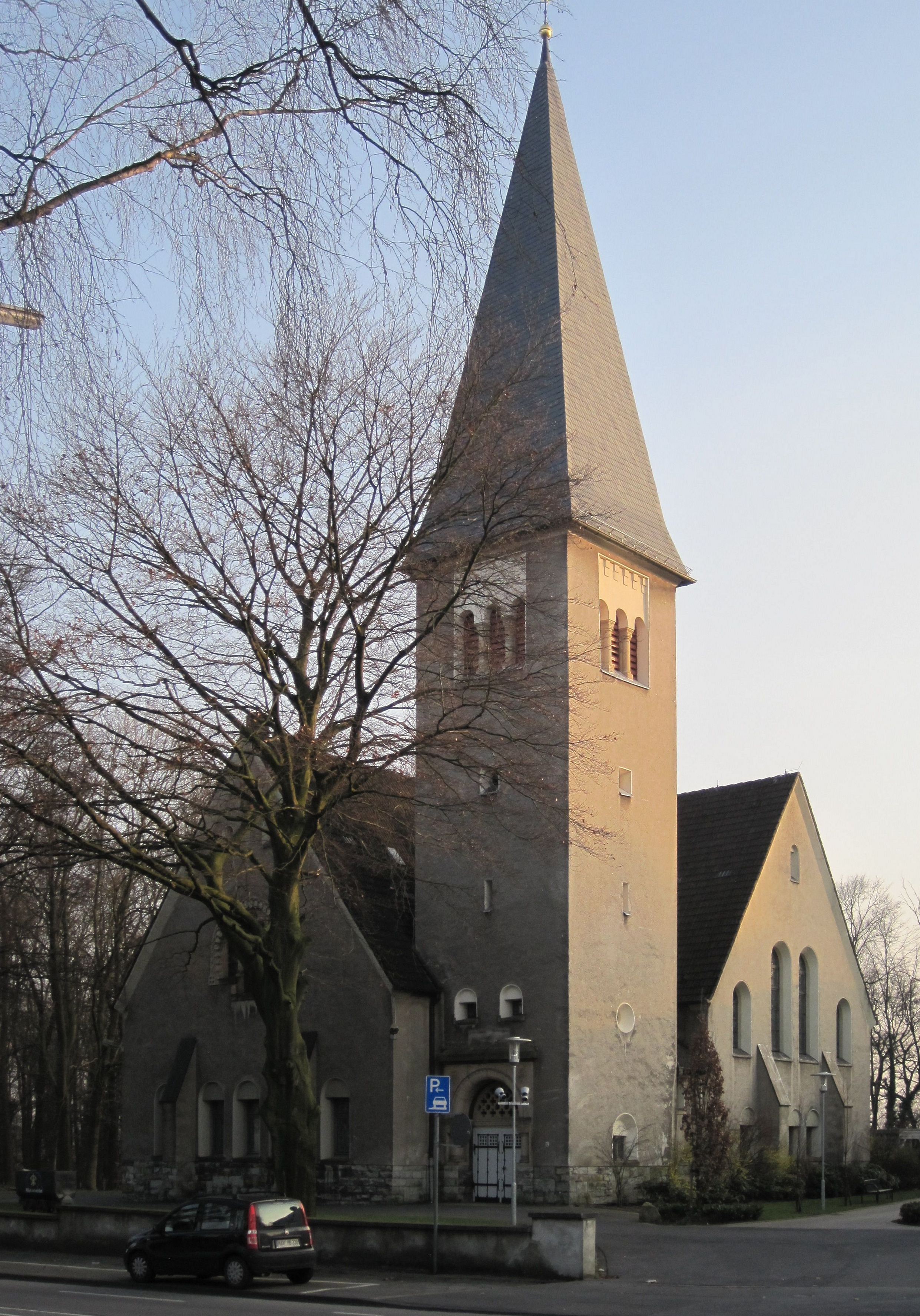
Kreuzkirche

Bereits 1908 zeichnete sich ab, dass die Notkirche, die nur 80 bis 100 Personen fasste, der stetig weiter wachsenden Gemeinde auf lange Sicht nicht genügend Platz bieten konnte. Deshalb wurde am 17. Juni 1908 der „Evangelisch-Kirchliche Bauverein“ gegründet. Vorsitzender wurde Bergassessor Walter André. Dieser setzte sich zum Ziel, zeitnah ein Gotteshaus und ein Pfarrhaus zu errichten. Die Bergwerksgesellschaft wurde erneut tätig und schenkte dem Verein ein Grundstück als Bauplatz für die neue Kirche. Es lag im Hülsen, einem Waldstück, das heute als Zechenbusch bekannt ist. Die Zeche Radbod unterstützte den Kirchbau zusätzlich mit 20.000 Mark (ℳ) Startkapital. Spenden erhöhten das Vermögen innerhalb von vier Jahren auf 60.000 ℳ, was damals genug war, um mit der Verwirklichung des Kirchenbaus zu beginnen.
Der Bauplatz lag innerhalb der Zechenkolonie. So verwundert es nicht, dass der Architekt, Baurat Karl Siebold aus Bethel bei Bielefeld, der seit 1906 mit der Errichtung der ausgedehnten Bergarbeitersiedlung Radbod befasst war, auch mit der Planung der Kirche beauftragt wurde. Nach dem Urteil seines Biografen war Karl Siebold seit den achtziger Jahren bis nach 1900 der meistbeschäftigte Architekt der evangelischen Kirche in Westfalen. Er hat insgesamt 36 Kirchen und acht Kapellen gebaut und weitere 53 Gotteshäuser erweitert oder umgebaut. Zudem hat er Pläne für weitere 37 Kirchen hinterlassen, die nicht verwirklicht worden sind. Der vom Historismus des späten 19. Jahrhunderts geprägte Siebold hat in seinen späteren Werken zu einem historisierenden Jugendstil gefunden.
Siebold richtete sich nach Mustern, die er schon oft verwendet hatte. Er wollte den Kirchenneubau den Koloniehäusern anpassen, um damit die Einbindung des Gotteshauses in die Wohnhäuser von Menschen unterschiedlichster Herkunft darzustellen. Siebold errichtete damit eine weitere Variante seines Konzepts der kreuzförmigen Zentralkirchen. Dies war zugleich sein letzter Kirchbau. Noch um 1930, als Siebold bereits im Ruhestand in Bethel, schätze er diese Kirche besonders, und zwar als ein Beispiel einer schlichten und zweckmäßigen Kreuzkirche.
Am 18. Februar 1912 wurde der Grundstein gelegt. Eingeschlossen im Grundstein ist die sagenumwobene Radbodbibel. Es soll eine Bibel sein, die nach dem Grubenunglück (1908) in einer Gezähkiste gefunden worden ist. Der Eigentümer blieb verschont, hat sich aber nie wieder gemeldet. Beim Bau der Kirche erbat man das Buch von der Zechenverwaltung.
Bereits am 17. November 1912 konnte die neue Kirche durch D. Wilhelm Zoellner, Generalsuperintendent der altpreußischen Kirchenprovinz Westfalen, eingeweiht werden. Die Kirche war im romanischen Stil erbaut. Ihre Formen waren von schlichte Einfachheit. Der Altar wurde durch ein Originalgemälde des Kirchenmalers August Mause geschmückt, das die Emmaus-Jünger zeigt. Kanzel und Taufstein waren das Werk des Schreinermeisters Karl Stratmann und seines Sohnes Wilhelm aus dem benachbarten Herringen. Die Kirche bot auf einer Gesamtfläche von 550 Quadratmetern, die Emporen eingeschlossen sogar 750 Quadratmetern, Platz für 900 Menschen.
Ab dem Jahr 1908 gab es in der Gemeinde einen Kindergottesdienst, anfangs ohne, im Laufe der Zeit mit Gruppensystem. Anfang 1912 begann die Jungmädchenarbeit in Form eines Jungfrauenvereins nebst Chor. Ebenfalls 1912 gab es einen Arbeiterverein mit 80 Mitgliedern. Am 1. Februar 1913 wurde der evangelische Posaunenchor gegründet, dem auch Pastor Wiehe angehörte. 1915 folgten ein Blaukreuzverein und ein ostpreußischer Gesangsverein. All diese Gruppierungen nutzten den Konfirmandenraum der Kirche für ihre Aktivitäten. Am 1. Juni 1918 wurde ein Kindergarten mit von Beginn an mehr als 100 Kindern ins Leben gerufen. Dieser Kindergarten war in der ehemaligen Notkirche untergebracht, die seit 1912 bis heute den Baptisten als Gottesdienstraum dient.

### Der Erste Weltkrieg, die Weimarer Republik und das Gemeindehaus

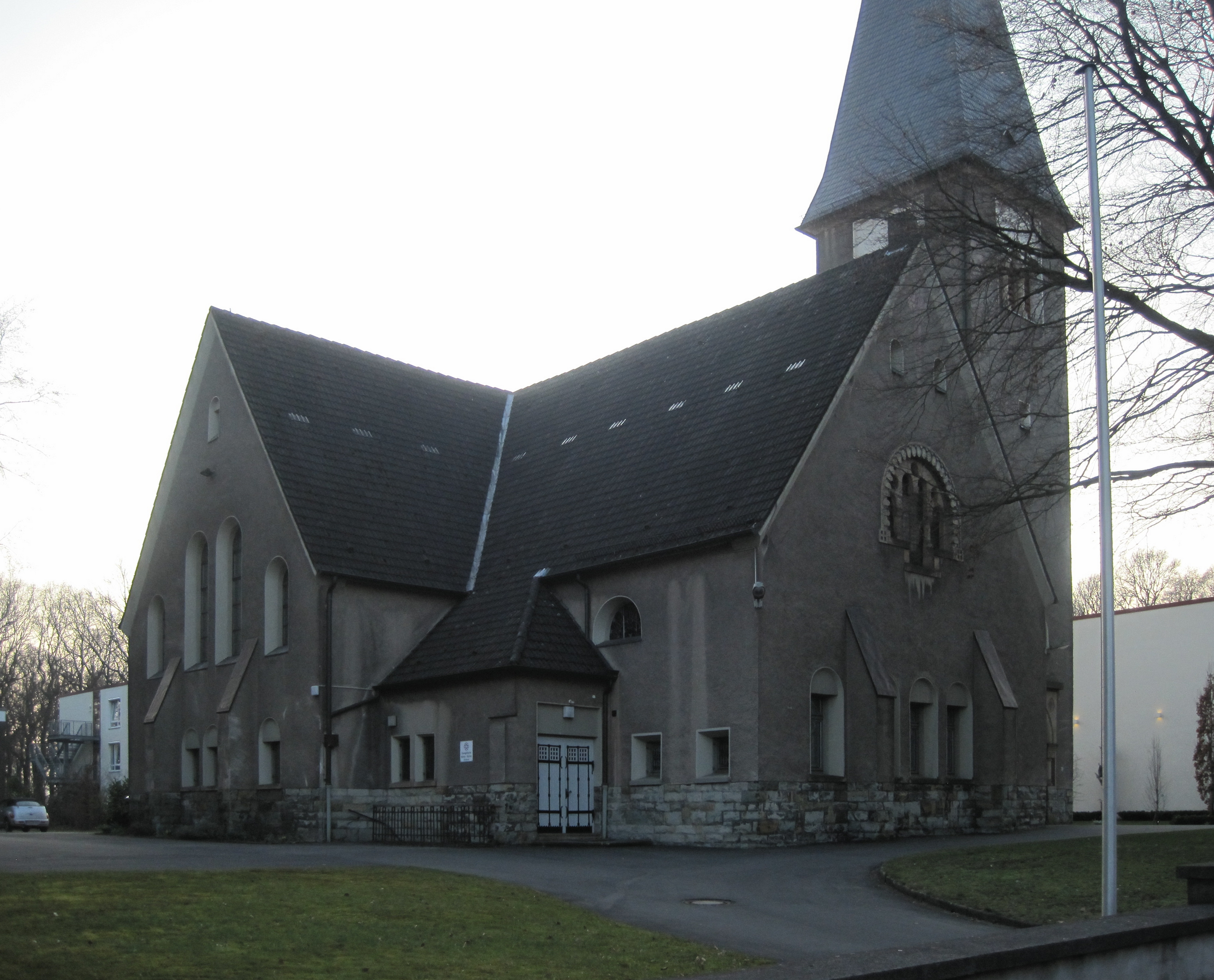
Kreuzkirche.

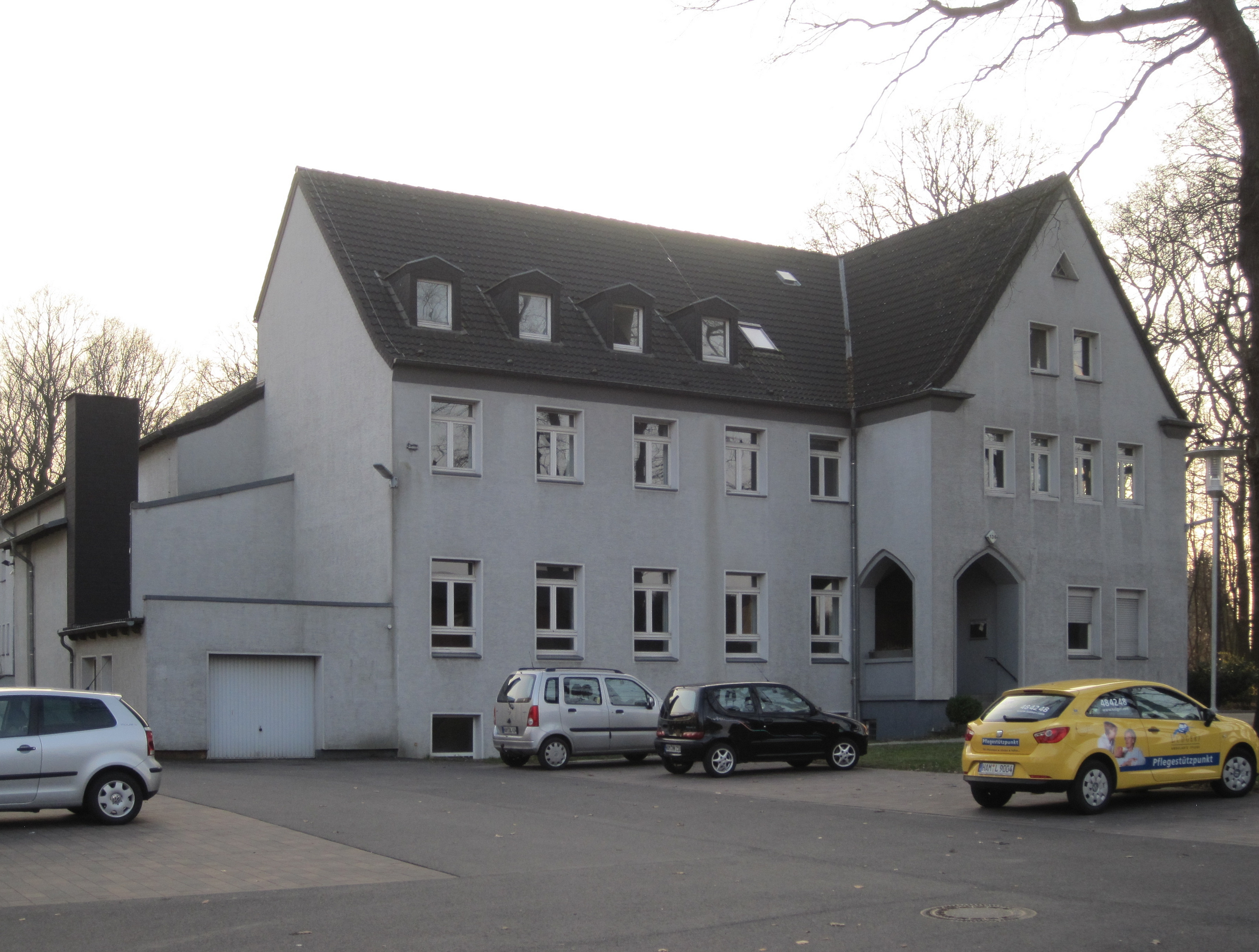
Anfang 2011 abgerissenes Gemeindezentrum „Gustav-Adolf-Haus“.

Am 1. August 1914 begann der Erste Weltkrieg. Über 700 Gemeindemitglieder wurden eingezogen. Noch kurz vor Ende des Krieges mussten zwei Bronzeglocken abgegeben werden.
Erst 1915 konnte der Pastor mit seiner Familie das Wohnhaus (Pfarrhaus) direkt neben der Kirche beziehen. Der Pfarrer hatte bis dahin in einer Zechenwohnung gelebt.
1918 hatte die Gemeinde 6000 Mitglieder. Ab Ende des Krieges waren viele Kirchenaustritte zu verzeichnen. Die folgenden Jahre bedeuteten für die Gemeinde einen harten Kampf, denn die weltlichen Schulen wurden gegründet und traten in Konkurrenz zu den konfessionellen Schulen. Besonders der Palmsonntag 1921 blieb in Erinnerung; der Freidenkerverein Hamm veranstaltete in einem Wirtschaftssaal eine sogenannte Jugendweihe als Ersatz für die Konfirmation.
Als Orgelaushilfe diente zunächst seit der Einweihung der Kirche eine geliehene Orgel des Orgelbauers Klassmeier in Kirchheide. Im Jahre 1921 trat dann eine neue Orgel mit zwei Manualen an ihre Stelle, die von der Firma Klassmeier geliefert wurde. Daneben wurden 1921 drei neue Gussstahlglocken geweiht. Die Gemeinde hatte in diesem Jahr 6029 Mitglieder.
Am 9. Mai 1922 wurde die Gemeinde in Herbern Bestandteil der Kirchengemeinde von Lüdinghausen.
Ein neuer Hilfsprediger wurde am 1. Juli 1923 in sein Amt eingeführt: Pastor Karl Bastert. Ihm folgte am 1. Juni 1924 Karl Pawlowski. Pastor Pawlowski wurde am 27. Juli 1924 durch Superintendent Zimmermann in der Radbodkirche ordiniert.
Mit der Zeit büßten die weltlichen Schulen Schüler ein. Die Kirchengemeinde wurde wieder größer. Dies machte den Bau eines Gemeindehauses nötig, das noch im Jahre 1925 bezogen werden konnte. Der Entwurf für das Gebäude stammte von dem Architekten Kleinholz aus Hövel. Am 27. September 1925 wurde der Grundstein gelegt. Es handelt sich um einen zweistöckigen, neben dem Pfarrhaus gelegenen Bau. Dieser enthielt einen großen Saal mit Bühne. Darüber befand sich ein Bild des hiesigen Kunstmalers Götze mit dem Titel Die Wartburg. Ferner beinhaltete das Gebäude einen kleinen Saal, der dem Kindergarten und den Vereinen zur Verfügung gestellt wurde, die Philipp-Melanchthon-Bücherei, die Hausmeisterwohnung, Gemeinschaftsräumer für junge Männer und Mädchen, für die ehemalige Näh- und Handarbeiterschule, die Schwesternstation, zwei Räume der Kreiskasse Lüdinghausen und eine Kegelbahn. Die Kirchengemeinde hatte durch die Vermietung der zwei Räume des Hauses an die Kreiskasse Lüdinghausen gute Nebeneinkünfte. Besonders beliebt war der große Theatersaal. Dort fanden jährlich verschiedene gute Theateraufführungen statt. Die Räumlichkeiten wurden auch von kirchlichen Vereinen und anderen Einrichtungen genutzt. Seit 1931 trug das Gemeindehaus den Namen Gustav-Adolf-Haus. Der Gustav-Adolf-Verein hatte die Gemeinde beim Bau des Gemeindehauses finanziell unterstützt. Auch der Kirchenchor hat durch Singen in der Provinz seine Gewinne dem Gustav-Adolf-Hause zufließen lassen.
Am 1. Dezember 1926 nahm eine Näh- und Handarbeitsschule ihre Arbeit auf. Das musikalische Leben der Kirche wurde durch den Kirchenchor und den aus der Frauenhilfe hervorgegangenen Frauenchor geprägt. 1927 wurde erstmals auf dem Bockumer Friedhof ein Ostergottesdienst gehalten. Ende Januar 1927 übernahm Pastor Wiehe in Ladbergen ein Pfarramt und verließ deshalb Bockum. Auf ihn folge Pastor Hermann Nelle, der bereits zuvor als Hilfsprediger an der Kreuzkirche tätig war. Er wurde am 23. Januar 1927 in Radbod durch den Superintendenten Zimmermann ordiniert.
Die evangelischen Gläubigen des Amtsbezirks Herbern (einschließlich Forsthövel im Kreis Lüdinghausen) wurden durch Erlass des altpreußischen Evangelischen Oberkirchenrats vom 27. Oktober 1923 in die evangelische Kirchengemeinde Radbod eingemeindet. Bis dahin waren sie der evangelischen Kirchengemeinde Lüdinghausen, Synode Münster, zugewiesen. Durch den gleichen Erlass wurden auch die evangelischen Gläubigen der Landgemeinde Walstedde (einschließlich Ameke und Herrenstein), ebenfalls Kreis Lüdinghausen, aus der evangelischen Kirchengemeinde Ahlen, Kreis Beckum, in die evangelische Kirchengemeinde Radbod umgemeindet. Die gesamte Größenfläche des Kirchspiels Radbod belief sich somit auf 103 Quadratkilometer.
Die Kirchenaustritte setzten sich fort, aber die evangelische Schülerzahl nahm zu. Für das Jahr 1930 ist in einem Synodalbericht ein Feldgottesdienst anlässlich von Wettkämpfen der Deutschen Turnerschaft erwähnt. In diesen Jahren entstand auch eine Spielschar der Gemeinde, die u. a. den Götz von Berlichingen aufführte.
Ende November 1930 verließ Pastor Nelle Radbod, um eine Pfarrstelle in Ahrensbök (Evangelisch-Lutherische Landeskirche der Provinz Lübeck im Freistaat Oldenburg) anzutreten. Am 11. Januar 1931 führte Superintendent Torhorst den neuen Pfarrer Erwin Lorentz aus Zehden (Oder) in sein Amt ein. Zugleich wurde die vollständige Fertigstellung des Gustav-Adolf-Hauses gefeiert. Bis 1930 waren sechs Hilfsprediger in der Gemeinde tätig. Am 1. April 1931 wurde eine zweite Pfarrstelle besetzt, und zwar durch Pastor Hugo Echternkamp, der zuvor ebenfalls Hilfsprediger in der Gemeinde gewesen war. Pastor Echternkamp war zuständig für die Betreuung der evangelischen Christen in Bockum und Herbern und Pastor Lorentz für die in Hövel und Walstedde. In diesen Jahren begannen die Kirchenaustritte nachzulassen.
Am Sonntag Laetare (15. März 1931) wurde in einem festlichen Gottesdienst ein neues Gesangbuch eingeführt.
Auf einem der Zeche gehörenden Grundstück an der Bülowstraße konnte im Sommer 1932 ein Sportplatz der evangelischen Kirchengemeinde eingeweiht werden. Dieser war durch den Freiwilligen Arbeitsdienst bereitgestellt worden. Einige Jahre später musste er wegen der veränderten Verhältnisse wieder aufgehoben werden.
In dieser Zeit ergriff die Gemeinde Maßnahmen, um dem Kommunismus und dem Freidenkertum entgegenzutreten. Hierzu gehörten Evangelisationen, Vorträge gegen den Bolschewismus, Gründung des Kampfbundes für Männer und der Jungschar der Jungen und Mädchen unter 14 Jahren. Es wurden außerdem zweimal 500 Zentner gestifteter Kartoffeln an Bedürftige verteilt. In den Ferien fand eine Kinderlandverschickung statt.

### Das Dritte Reich

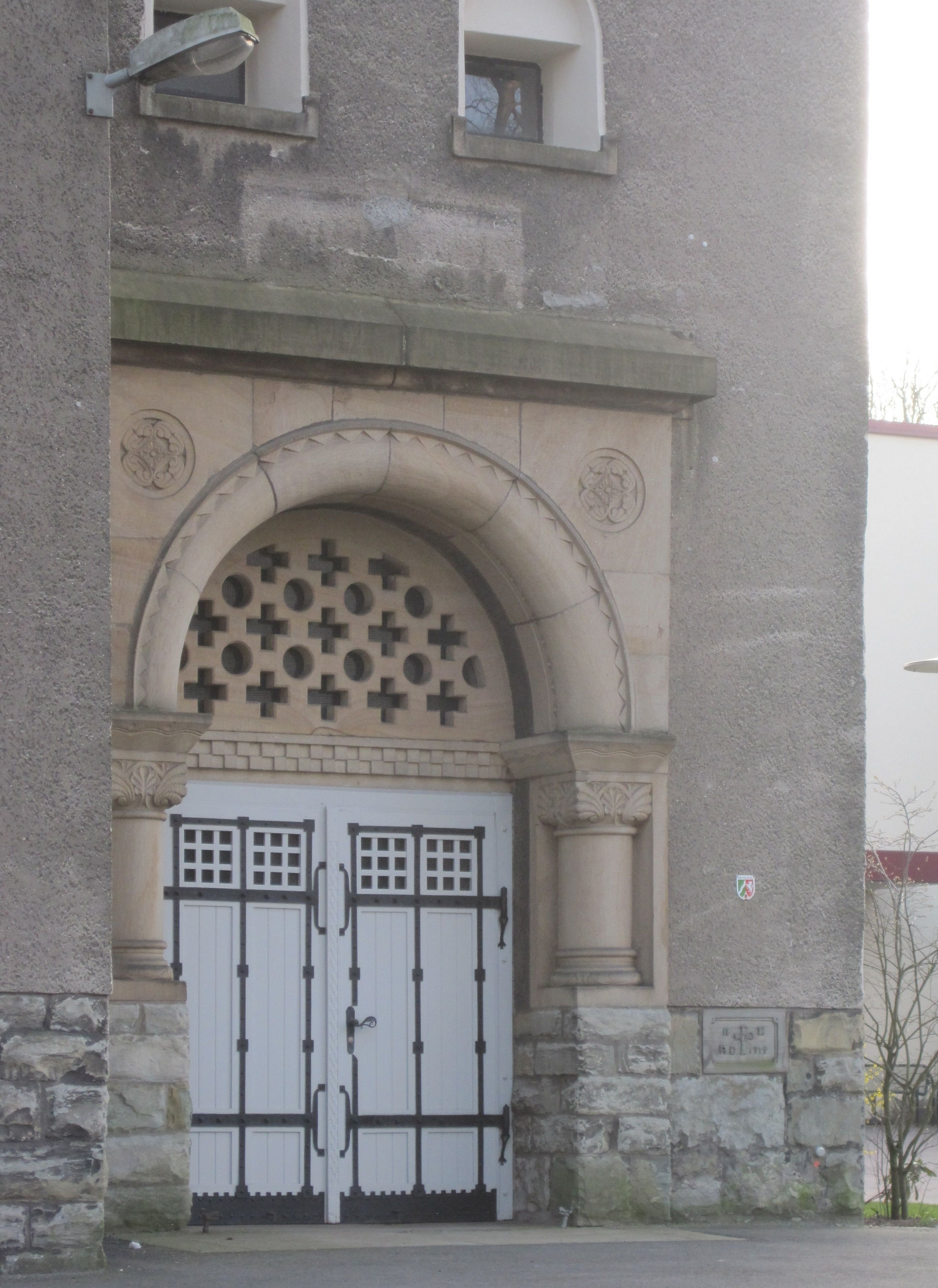
Eingangsportal der Kreuzkirche

1933 wurden im Zuge der nationalen Revolution beide kirchlichen Schulen aufgelöst beziehungsweise zur Einheitsschule umgewandelt. Im selben Jahr wurden neue Kirchenwahlen angeordnet. Dabei wurde nur eine Liste eingereicht, die der sogenannten Deutschen Christen. Die beiden Pfarrer schlossen sich dieser Bewegung nicht an, obwohl das gesamte Presbyterium und die kirchliche Gemeindevertretung mit Deutschen Christen besetzt wurde. Die Leitung der Ortsgruppe Deutsche Christen im Presbyterium verschrieb sich dem politischen Führerprinzip und ließ die Beschlüsse vor den Presbytersitzungen feststellen. Dieses für die Kirche inakzeptable Vorgehen führte zu Zusammenstößen und dann im Jahre 1934 zum völligen Bruch mit den Pfarrern, die künftig keine Presbytersitzungen mehr einberiefen. In Reaktion darauf verfassten die Deutschen Christen in eigenen Sitzungen Beschlüsse. Diese wurden jedoch vom Konsistorium als illegal bezeichnet.
Im Oktober 1934 konstituierte sich aus bibeltreuen Kreisen eine Ortsgruppe der Bekennenden Kirche, die von einem Bruderrat geleitet wurde und die bald 1400 Mitglieder hatte und gegenüber der klein gebliebenen Gruppe der Deutschen Christen eine erdrückende Mehrheit darstellte. Da die Deutschen Christen der Bekennenden Gemeinde den Zutritt zum Gustav-Adolf-Haus verwehrten, wurde die Gruppe in der Kirche gegründet. Bis ihr der Zugang zum Gustav-Adolf-Haus wieder offen stand, tagte die Ortsgruppe im Saal des Gemeindegasthauses Schick.
Die staatliche Finanzabteilung setzte am 1. November 1935 beim Konsistorium Walter Faber, seines Zeichens kaufmännischer Beamter der Zeche, als Finanzbevollmächtigten der evangelischen Kirchengemeinde Radbod ein. Faber, zugleich Rendant der Kirchenkasse, übte in Zusammenarbeit mit dem jeweiligen Vorsitzenden des Presbyteriums die Finanz-, Vermögens- und Verwaltungsgeschäfte der Gemeinde aus. Presbytersitzungen fanden nicht mehr statt. Parallel benutzten die Deutschen Christen die Kirche für eigene Gottesdienste, die im Wesentlichen nur von ihrem Frauendienst bzw. ihrem Männerwerk besucht wurden und nur unregelmäßig abgehalten wurden. Die Bekennende Gemeinde und die zahlreichen Nichtorganisierten hielten sich hingegen an die Gottesdienste der Pfarrer. Immerhin wurde dadurch ein friedliches Miteinander der beiden kirchlichen Gruppen möglich.
Die scheinbare Spaltung erwies sich für die Kirchengemeinde letztlich sogar als förderlich. Bereits 1933/34 konnten zahlreiche zuvor aus der Gemeinde ausgetretene Mitglieder in einem feierlichen Gottesdienst wiederaufgenommen werden. Nach dem Ausscheiden der Deutschen Christen wurde der Vereinscharakter der Gemeinde mehr und mehr in kirchliche Strukturen überführt. Frauenhilfe, Männerdienst und Jugendgemeinde wurden in Gliedschaften der Gesamtgemeinde überführt. Der Sport war nun ausschließliche Angelegenheit des Staates geworden; die Kirche widmete die frei gewordenen Ressourcen anderen Aktivitäten wie Freizeiten der Frauenhilfe, des Männerdienstes oder der Jugendvereine.
Die Zeche stellte im Wittekindsblock einen Raum zur Abhaltung von Bibelstunden zur Verfügung.
1937 flammte noch einmal ein neuer Schulkampf auf. Die staatliche Führung wollte die beiden evangelischen Schulen zu „Gemeinschafts“- bzw. „deutschen Schulen“ umwandeln. Der Kampf endete mit der Wiederherstellung des status quo. Die Schulen in Radbod blieben konfessionelle, evangelische Schulen. 1940 unterrichtete Pfarrer Echternkamp in der damaligen Litzmannschule (spätere Freiligrathschule) 140 Kinder in Religion, bis er 1940 eingezogen wurde.
1938 wurde der Bruderrat aufgelöst. Bis zum 13. November 1938 malte die Kirchenmalerin Hilde Viering (1898–1981) aus Düsseldorf das Kircheninnere neu aus. Der alte Spruch Johannes 3, Vers 16, der bisher die Seitenemporen ausfüllte, wurde dabei in den Chorbogen verlegt. Das Altarbild wurden durch ein schlichtes Holzkreuz ersetzt und schmiedeeiserne Leuchter auf dem Altar und an den Seitenwänden des Altarraums angebracht. In der Kuppel wurden Symbolbilder der vier Evangelisten ergänzt. Sakristei und Fahrradkammer wurden vertauscht. Die Kommune Radbod bestand nunmehr aus 98 Prozent Bergleuten, insgesamt 6500 Personen.
Anfang 1939 läutete zum ersten Mal die Taufglocke. Im September desselben Jahres begann das Dritte Reich den Zweiten Weltkrieg; der Gemeindesaal wurde zur Lagerung von 250 Tonnen Getreide zur Sicherung des Brotgetreides beschlagnahmt. Am 1. April 1939 vereinigten sich die Dörfer Bockum und Hövel zur amtsfreien Gemeinde Bockum-Hövel, analog dazu wurden 1940 die kirchlichen Einzelgemeinden Bockum und Hövel zu einer einzigen Gemeinde vereinigt. Diese nannte sich Evangelische Kirchengemeinde Bockum-Hövel. Im Jahre 1941 wohnten schließlich Fremdarbeiter im Saal. Sie wurden von einer größeren Nähereifirma abgelöst. Die Keller des Gemeindesaales dienten als Luftschutzkeller; die bronzene Glocke und sämtliches kupferhaltiges Metall fielen der Metallsammlung zum Opfer.
Für den 31. Oktober 1941 verbot der westfälische Oberpräsident den Reformationsschulgottesdienst. Die Kinder mussten nach Hause geschickt werden. Die Philipp-Melanchthon-Bücherei wurde verpflichtet, solche Bücher, die dem Dritten Reich nicht genehm waren, abzugeben. Schließlich wurde sie ganz geschlossen. Das Wirken der Kirche wurde auf den kirchlichen Raum beschränkt. Viele Vereine mussten ihre Tätigkeit einstellen.
Etliche männliche Gemeindemitglieder, darunter auch Pfarrer Echternkamp, wurden zum Heeresdienst eingezogen; Echternkamp im Juli 1940. In den Schulen konnte keine Religionsunterricht mehr erteilt werden, weil es keine Lehrer mehr gab.
Der Krieg forderte durch Bombenabwürfe auf Zivilpersonen seine ersten Opfer. Pfarrer Echternkamp wurde seit dem Sturmangriff auf Belmonte Castello (Italien) im Januar 1944 als vermisst geführt. Später meldete er sich aus amerikanischer Gefangenschaft im Staate Tennessee.
Besonders die Bombenangriffe am 26. September 1944 und am 25. Oktober 1944 waren für die Gemeinde verheerend, denn das Gemeindehaus wurde dadurch zu 90 Prozent zerstört (16 Frauen kamen ums Leben, darunter eine Gemeindeschwester), und auch die Kirche wurde schwer beschädigt. Dabei starben zahlreiche Menschen, unter ihnen die Küsterin. Bereits zuvor war in Hövel die katholische Pankratiuskirche völlig vernichtet worden. Ein Fliegerangriff am 2. Oktober forderte im Wittekindsblock zahlreiche Opfer.
Am Ende des Krieges war der Tod von 214 Gemeindemitgliedern zu beklagen.

### Nachkriegszeit

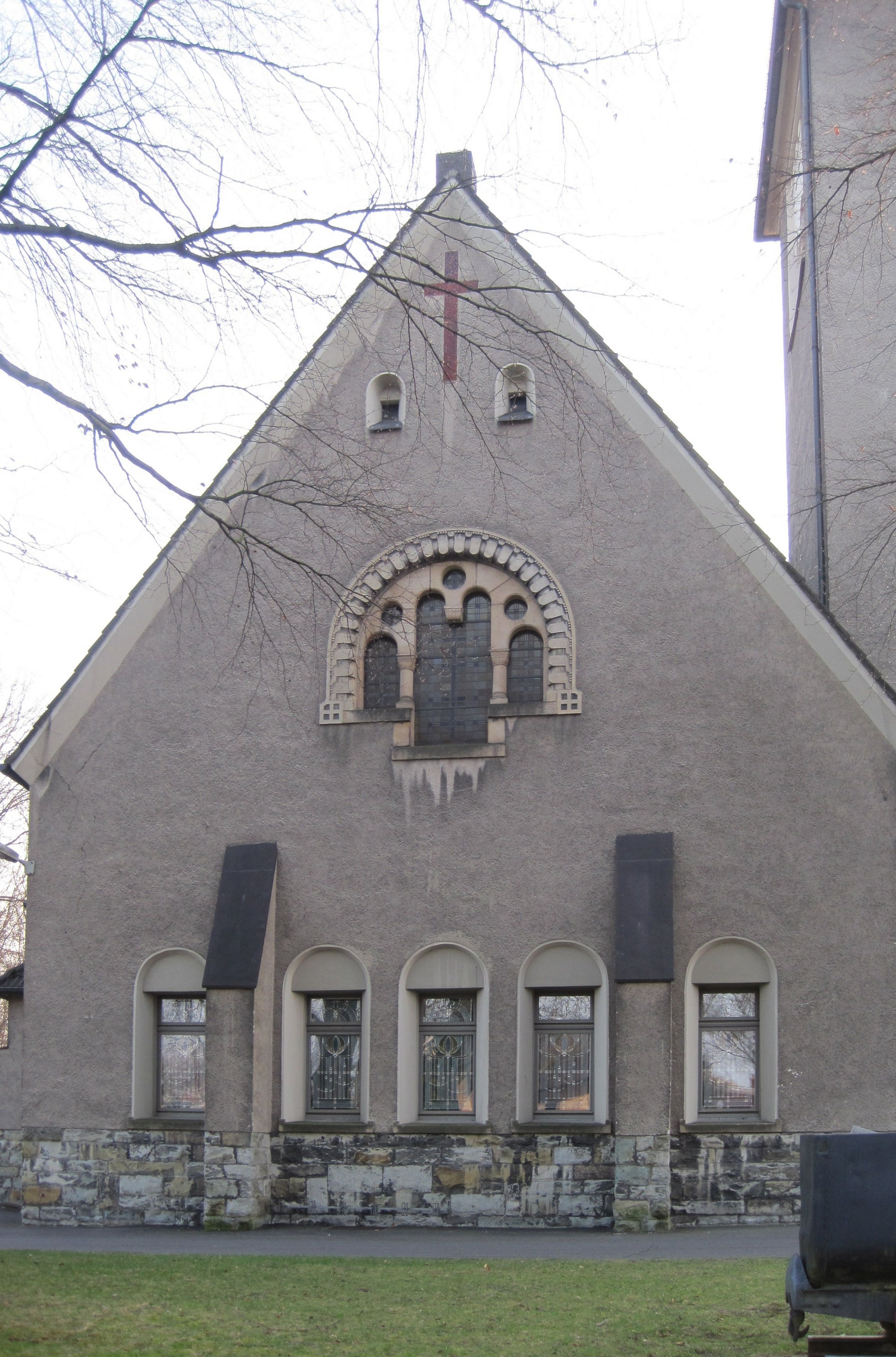
Kreuzkirche.

Mit Ende des Krieges erhielt Bockum-Hövel zunächst eine amerikanische Besatzung, später eine belgische.
Nur kurze Zeit nach Kriegsende löste die Kirchenbehörde der nunmehr als Evangelische Kirche von Westfalen verselbständigten Kirchenprovinz das Amt des Finanzbevollmächtigten auf. Walter Faber blieb jedoch weiterhin Kirchenkassenrendant bis zu seinem Tode im Jahre 1948. Sein Nachfolger wurde Hermann Holtmann; heute bekleidet Albert Eil jun. dieses Amt.
Bereits Pfingsten 1945 konnte die Gemeinde wieder in den Konfirmandensaal als behelfsmäßigen Raum einziehen, der bis unter die Orgelempore erweitert worden war. Am 7. Mai 1945 wurde der Kindergarten unter Leitung von Fräulein Margot Läge mit 40 Kindern behelfsmäßig in der Philipp-Melanchthon-Bücherei eröffnet. Im Übrigen nahm die Restauration der Kirche weit mehr Zeit in Anspruch. Material und Handwerker waren schwer zu bekommen; schließlich sprang Bauunternehmer Wesselmann senior ein. Zur Wiederherstellung des Gewölbes wurden die Maurer wochenlang mit Lebensmitteln verpflegt, die Menschen aus dem Münsterland und das Evangelische Hilfswerk gespendet hatten. Auf genaue Entsprechung der Ausmalung Josef Hölschers im Inneren aus früheren Zeiten musste verzichtet werden.
Ebenfalls 1945 wurde die Bildung eines „vorläufigen Kirchenausschusses“ verfügt. Nach diesem Übergang wurde 1948 ein Presbyterium gewählt, dem bald ein aus allen Mitarbeitern der Kirchengemeinde bestehender Gemeindebeirat zur Seite gestellt wurde. Kirchmeister wurde Posaunenchordirigent Arthur Schmidt. 1946 kehrte Pfarrer Echternkamp aus der Gefangenschaft zurück. Im selben Jahr wurde die zunächst wenig benutze Philipp-Melanchthon-Bücherei wieder eröffnet. Am 4. August 1946 fand ein erster evangelischer Gottesdienst für die Flüchtlinge in Walstedde statt.
Eine Abstimmung über die Schulform ergab, dass 80,70 % eine konfessionelle Schule bevorzugten und nur 19,30 % eine Gemeinschaftsschule. Die Abstimmung wurde wiederholt und ergab diesmal ein Verhältnis von 77,80 % zu 22,2 %. Dennoch entstanden mit der Freiligrathschule und der Albert-Schweitzer-Schule im Jahre 1946 zwei Gemeinschaftsschulen mit einer überwiegenden Mehrzahl evangelischer Kinder.
Durch die nach dem Krieg notwendig gewordene Währungsreform verlor auch die Kirche im Jahre 1948 ihr gesamtes Vermögen. Am Reformationstag des Jahres 1948 (31. Oktober) weihte Pfarrer Echternkamp die Kirche feierlich neu ein. Im selben Jahr wurde das kleine Häuschen hinter der Kirche wiederaufgebaut. Der Jungmädchenbund hatte hierfür 2.500 DM gesammelt. Seit 1948 wurde auch das Sonntagsblatt Unsere Kirche herausgegeben. Es handelt sich um ein Nachrichtenblatt für die Gemeinden der Synode, das in der Nachfolge seines Vorgängers Friede und Freude steht.
Seit 1949 wird regelmäßig ein Sommerfest gefeiert.
Ab 1950 bekam die Gemeinde Lehrvikare zugewiesen. Der erste von ihnen hörte auf den Namen Heinz Elsermann. Die Lehrvikare wurden im Pfarrhaus untergebracht. Ab 1953 gab es auch wieder Hilfsprediger, für die ein besonderer Seelsorgebezirk eingerichtet wurde. Der erste von ihnen war Friedrich Kochs. Im selben Jahr wurde der Kirchturm neu gedeckt. Die Kriegsschäden waren damit behoben. Ebenfalls 1950 wurde der Kreuzkirche die sehr stark geschädigte Kirchengemeinde Berlin-Köpenick als Patenbezirk zugewiesen. Die evangelische Gemeinde hatte in diesem Jahr 9.030 Mitglieder, das waren 41,6 % der Gesamtbevölkerung. Die Kirchengemeinde begegnete dem stark gestiegenen Verwaltungsaufwand am 1. April 1950 durch Einrichtung eines Gemeindeamtes im Raum der Philipp-Melanchthon-Bücherei, mit dem Herr August Bobe betraut wurde. Er übernahm außerdem den Küsterdienst als Nachfolger von Elfriede Varenhold, deren Familie dieses Amt fast 40 Jahre lang bekleidet hatte. Heute liegt das Amt in den Händen von Irmgard Diedrich und ihrem Mann, für die im Gustav-Adolf-Haus eine Küsterwohnung geschaffen worden ist.
Schon 1950 hatte sich unter dem Vorsitz von Bergassessor Schulte-Borberg ein Gemeindehausbauverein konstituiert. Ab 1951 wurde mit der Wiederherstellung des Gemeindezentrums begonnen. Bauunternehmer war Rudolf Wenthaus, Architekt, wie bereits 1925, Hermann Kleinholz. Zunächst wurden 1951 Erfrischungsraum, Kindergarten und darüber ein Nähschulraum errichtet, den der Kirchenchor zum Üben mitbenutzte. Die Wiederherstellung des großen Saales, begonnen ab 1954 durch Bauunternehmer Fritz Wesselmann, zog sich bis 1958 hin; es fehlte an Geldmitteln für den Weiterbau. Unter der Bühne entstand ein neuer Clubraum für den CVJM. Die Bühne selbst konnte als Versammlungsraum mitbenutzt werden. Oberhalb der Bühne wurden die jungen Mädchen untergebracht. Die Malerarbeiten im Saal stammten von Josef Hölscher. Nach Auflösung des Gemeindehausbauvereins 1958 wurde ein Kirchbauverein in loser Form gegründet, der durch ca. 120 freiwillige Sammler monatliche Beiträge einsammeln ließ, um ein neues Gemeindezentrum mit Kindergarten und Pfarrhaus im Norden der Stadt zu gründen.
Zum 21. Dezember 1952 wurde die Auferstehungskirche in Herbern eingeweiht. Ende des Jahres 1952 weihte die Gemeinde einen neuen „Zentralfriedhof“ mit einer Kapelle an der Bockumer Straße ein. Auf ihm findet nun auch am Totensonntag eine Gedenkfeier statt. Die Feiern am Bergmannsehrenmal sind hingegen fortgefallen.
1953 konnte die zerstöre Mauer an der Straße neu errichtet werden.
Am 1. Oktober 1954 wurde in Herbern eine dritte Pfarrstelle eingerichtet. Sie unterstand der Kreuzkirche. Erster Pastor dort war Dr. Otto Klein (bis 1961).
Im Jahre 1956 hatte die protestantische Gemeinde 9.827 Mitglieder. Zum Kirchspiel Bockum-Hövel gehören seit 1923 auch die evangelischen Gläubigen der Gemeinden Walstedde und Herbern. Durch die Zuwanderung von Vertriebenen wuchs bis Ende 1955 ihre Zahl in Walstedde auf 291 und in Herbern auf 499. Im Jahre 1952 bekam Herbern ein eigenes Gotteshaus, die Auferstehungskirche, die am 21. Dezember eingeweiht wurde.
Ebenfalls 1956 erwarb die Kirchengemeinde von den hagenholtschen Erben ein 10.000 m2 großes Grundstück an der Uphofstraße für den Bau eines Gemeindezentrums. Das Grundstück wurde zunächst an den Hauderer Gerhard Döbbe verpachtet.

### Stadt Bockum-Hövel

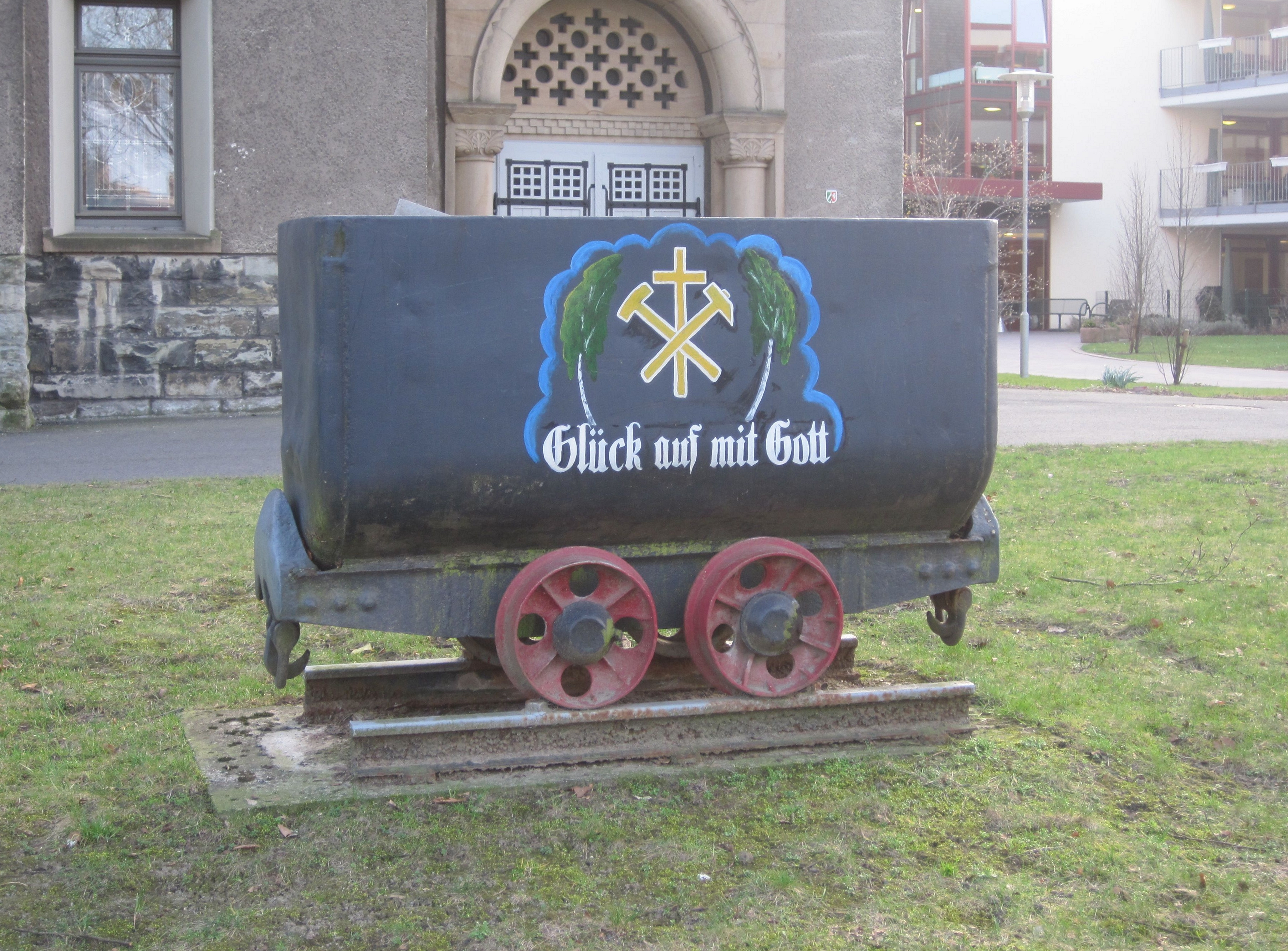
Bergbaudenkmal vor der Kreuzkirche.

Am 15. Mai 1956 erhielt Bockum-Hövel Stadtrechte.
1957 wurde ein Abkommen mit der katholischen Geistlichkeit getroffen, dass wöchentlich abwechselnd in der Bockum-Höveler Zeitung ein Sonntagsgebet stehe.
Seit 1958 – die Gemeinde hatte 10.100 Mitglieder – wurde ein monatlich erscheinender Gemeindebrief herausgegeben, der jedem evangelischen Haushalt zugedacht ist. Er unterrichtet über Anliegen in der Gemeinde. Im selben Jahr wurde das Gustav-Adolf-Haus wiederhergestellt.
1959, am 1. Juli, trat Pastor Bufe (Walstedde) in den Ruhestand, und am 1. Oktober dann auch Pastor Lorentz, der nach Marburg verzog. Superintendent Dr. Viering führte am 13. Dezember 1959 seinen Nachfolger Pastor Karl Uffmann in sein Amt ein. Dieser blieb bis 1967 Pfarrer des 1. Bezirkes.
Im Jahre 1960 hatte die evangelische Kirche 10.489 Mitglieder. Insbesondere durch den Zuzug vieler Familien aus Ost- und Mitteldeutschland hatte die Zahl der Gemeindemitglieder stark zugenommen. Auch in Herbern und Walstedde brachte man viele der Flüchtlinge unter. Zu den Vertriebenen in Walstedde gehörte Pfarrer Bufe, der dort für einige Jahre den seelsorgerischen Dienst übernahm. Ende 1960 wurden in Bockum-Hövel die Pfarrbezirke neu eingeteilt. Der schon seit 1959 in der Gemeinde tätige Pastor Stöcker übernahm die vierte Pfarrstelle. Er wurde am 3. April 1960 ordiniert und am 8. Oktober 1961 als Pfarrer eingeführt. Diese Position übte er bis 1991 aus.
Gegen Ende des Jahres 1961 ging Pfarrer Dr. Klein in den Ruhestand. Pfarrer Klie aus Nordkirchen betreute kommissarisch die Gemeindeglieder in Herbern, bis 1964 Pfarrer Böning kam und den Dienst in Herbern und Walstedde übernahm.
Am 19. Mai 1962 wurde der Grundstein für das neue Gemeindezentrum am Uphof gelegt (heutige Auferstehungskirche). Es konnte am 6. Oktober 1963 eingeweiht werden. Pfarrer Stöcker war für das neue Gemeindezentrum zuständig. Am 1. August 1973 wurde zur Vervollständigung des Gemeindezentrums der neue Kindergarten eingeweiht. Laut Urkunde hatte die Gemeinde 10.800 Mitglieder.
1964 wurde Pfarrer Dietrich Böning Inhaber der 3. Pfarrstelle, und zwar bis 1988. 1965 hatte die Gemeinde 11.350 Mitglieder. 1966 wurde die Kreuzkirche renoviert und umgestaltet. Kriegsbedingte Zerstörung, Wiederaufbau und Restauration reduzierten den Platz in der einstmals 900 Menschen fassenden Kirche auf 500 Plätze. Der Altarraum wurde in das Kirchenschiff hineingezogen. Dadurch fielen mehrere Bankreihen weg. Außerdem wurde auf der Chorempore Raum für die Chöre geschaffen. 1967 verlegte man die Orgel an einen anderen Standort und ersetzte die Klaßmeier-Orgel von 1921 durch eine Steinmann-Orgel. Diesem Umbau mussten ebenfalls einige Bänke weichen.
Ebenfalls 1966 verließ Pfarrer Uffmann die Gemeinde. Seine Nachfolgerin war die erste Pastorin der Gemeinde, Frau Worm, die in das Pfarrhaus an der Hammer Straße einzog. Sie schied nach ihrer Eheschließung aus dem pfarramtlichen Dienst aus. Frau Pastorin Dorothea Richter trat ihre Nachfolge an und wurde am 15. September 1968 in ihr Amt eingeführt. Ihr Amt als Pfarrerin des 1. Bezirks übte sie bis 2003 aus.
Nach fast 39-jähriger Tätigkeit ging am 30. April Pfarrer Hugo Echternkamp in den Ruhestand. Als Nachfolger trat Karl Heinz Supplie am 15. Mai 1969 seine Nachfolge in Bockum-Hövel an. Eingeführt wurde er am 18. Mai desselben Jahres. Er bezog das neuerbaute Pfarrhaus neben der Kreuzkirche und blieb bis 1990 Pfarrer des 2. Bezirkes.
1970 erfolgte die Aufgabe der „Bockumer-Südener-Wohnungskirche“. Dort hatte es seit 1951 Gottesdienste gegeben, besonders seit den 1960er Jahren in Wohnungen. Im selben Jahr wurde ein Kirchentaxi zur Kreuzkirche etabliert. 1974 hatte die Gemeinde 11.943 Mitglieder.
Am 27. Oktober 1974 wurde ein Ersatzbau für den alten Kindergarten im Gustav-Adolf-Haus eingeweiht, den ab 1973 errichteten Kindergarten an der Auferstehungskirche. Der alte Kindergarten, der 1950 auf den Trümmern wiederaufgebaut worden war, entsprach nicht mehr den Auflagen des Landesjugendamtes. Doch schon am 1. April 1978 entstand durch Brandstiftung erheblicher Schaden an dem Gebäude. Die Kinder mussten deshalb für einige Monate ins Gustav-Adolf-Haus zurückkehren. Erst nach kostspieligen Renovierungsarbeiten konnte am 4. September 1978 der Betrieb des neuen Kindergartens wieder aufgenommen werden.

### Stadtbezirk Bockum-Hövel
1975 wurde Bockum-Hövel im Zuge der Gemeindegebietsreform an die Großstadt Hamm angegliedert.
Die stetig steigende Zahl an Gläubigen (12.050 Gemeindemitglieder im Jahr 1978) machte die Einrichtung einer weiteren Pfarrstelle erforderlich, die 1981 genehmigt wurde. Aus den bisherigen drei Pfarrbezirken im Stadtbezirk Bockum-Hövel (1., 2. und 4. Bezirk) wurde jetzt ein neuer, 5. Pfarrbezirk abgezweigt, die fünfte Pfarrstelle am 1. Oktober 1981 errichtet. Für den 2. Pfarrbezirk wurde eine Pfarrwohnung mit Gemeinderaum (Hauptstraße 22) angemietet, die von Pfarrer Supplie bezogen wurde. Zum 31. Dezember 1983 ging die langjährige Mitarbeiterin im Gemeindebüro, Wilhelmine Effenberger, in den Ruhestand. Nachfolgerin wurde die Verwaltungsfachangestellte Bettina Janicki. Nach einer längeren Vakanz zog Michael Schmidt am 1. April 1985 als Pastor im Hilfsdienst in das schon seit längerem verwaiste Pfarrhaus an der Kreuz-Kirche ein und besetzte die fünfte Pfarrstelle. Er wurde am 25. August 1985 ordiniert und am 12. April 1986 zum Pfarrer in Bockum-Hövel gewählt. Eingeführt wurde er am 22. Juni 1986.
1985 zeigte die Gemeinde mit 11.100 Mitgliedern zum ersten Mal eine gesunkene Zahl an Gläubigen. 1985 wurde die Kreuzkirche unter Denkmalschutz gestellt. Eine zweite große Renovierung in den Jahren 1986–1988 umfasste die Reparatur der 1968 eingebauten Heizung und eine neue Ausmalung des Innenraums. Die Restauration wurde durch Elisabeth Altenrichter-Dicke planerisch begleitet. Am 20. Oktober 1985 wurde die Gottesdienststätte in Walstedde eingeweiht, das sogenannte Paul-Gerhard-Haus.
1986 begannen die Renovierungsarbeiten an der Kreuzkirche. Der erste Bauabschnitt umfasste die Renovierung des Daches, die Neuverlegung der Heizung und Bodenarbeiten. Im zweiten Bauabschnitt wurde die Kirche ausgemalt, der dritte Bauabschnitt erfasst Kunstverglasung der Fenster und Erneuerung der Beleuchtungskörper. Zum 22. Juni 1986 wurde Pfarrer Jörg Michael Schmidt Pfarrer der 5. Pfarrstelle (bis 31. Dezember 1990).
Zum 6. Dezember 1987 erfolgte die Einweihung des Jugendhauses Uphof neben der Auferstehungskirche (HOT). Der 4. Januar 1988 war der Todestag Pfarrer Dietrich Bönings, zu diesem Zeitpunkt 58 Jahre alt. Am 21. August 1988 konnte der Kindergarten am begonnenen Katharina-Luther-Zentrum eingeweiht werden. Nach fast zweijähriger Renovierungsphase fand am 18. September 1988 in der Kreuzkirche der ersten Gottesdienst statt. Zum 5. Februar 1989 konnte dann auch das Katharina-Luther-Zentrum eingeweiht werden. Am 29. Januar desselben Jahres wurde Pfarrer Wilhelm Voß Pfarrer des 3. Bezirks (Herbern-Walstedde) und blieb es bis 2005. Zum 1. November 1989 wurde eine zweite Stelle im Gemeindebüro für zwölf Wochenstunden eingerichtet. Bis 1997 wurde die Position von Frau Ruth Regali bekleidet, danach bis 2005 von Ingrid Klocke.
1990 wurde die Zeche Radbod geschossen. Pfarrer Karl Heinrich Supplie trat zum 30. September dieses Jahres in den Ruhestand. Zum 16. Dezember wurde Pfarrerin Elke Daasch als Pfarrerin des 2. Bezirks eingeführt. Dieses Amt bekleidet sie bis heute. Zum 20. Februar 1991 wurden die beiden Blutbuchen vor der Kreuz-Kirche im Bauverzeichnis der Stadt Hamm unter Nr. 6/2001 unter Schutz gestellt. Am 31. März 1991 wurden neue Glocken in der Auferstehungskirche in Dienst genommen. Zum 1. Oktober trat Pfarrer Georg Stöcker in den Ruhestand. Pfarrer Karlfriedrich Shikora wurde am 15. September 1991 Pfarrer der 5. Pfarrstelle, und zwar bis zum 1. Oktober 1993. Zum 15. Dezember 1991 wurde dann Hans Witt Pfarrer des 4. Bezirks. Diese Stelle bekleidet er bis heute (aktuell: 3. Pfarrstelle).
Im Herbst 1992 begannen die Umbau- und Renovierungsarbeiten am Gustav-Adolf-Haus. Zum 26. November 1993 konnte es wieder in Betrieb genommen werden. 1994 wurde Pfarrerin Rebekka Klein Pfarrerin der 5. Pfarrstelle. Sie arbeitet noch immer an der Gemeinde, heute auf der 1. Pfarrstelle. Am 10. Dezember 1995 wurde das Jochen-Klepper-Haus in Herbern eingeweiht. Zum Juli 1996 erfolgte die Einrichtung einer B-Kirchenmusikerstelle, die ab dem 1. Januar 1997 mit Tobias Heinke besetzt wurde.

### Phase der Neustrukturierung

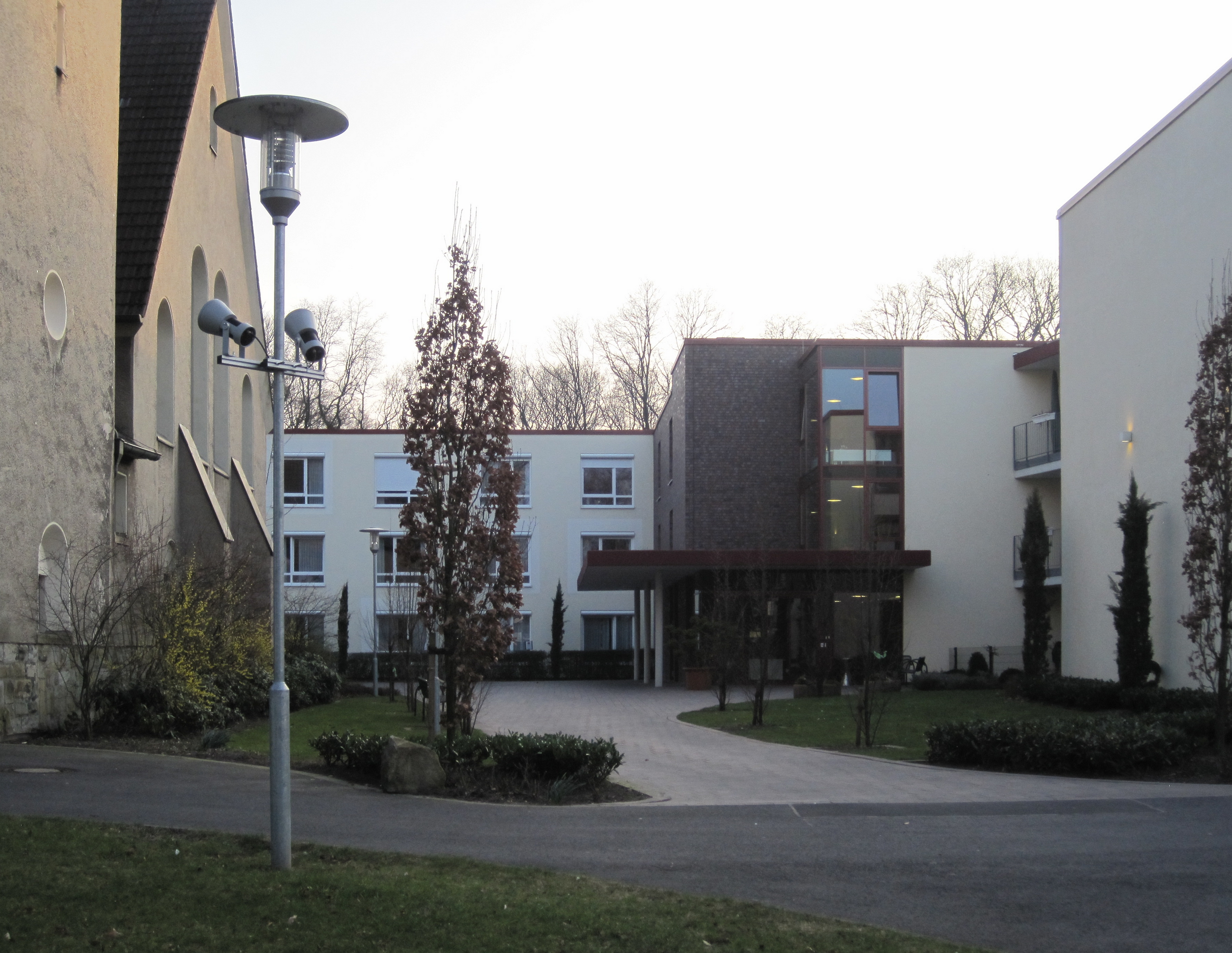
Seniorenzentrum neben der Kreuzkirche.

2003 trat Dorothea Richter in den Ruhestand. Ihre Nachfolge trat die derzeitige (Stand: 2009) Pfarrerin der Kreuzkirche an, Frau Rebekka Klein.
Zum 1. Juni 2004 wurde die 1. Pfarrstelle auf 75 % reduziert. Ebenfalls 2004 wurde Pfarrer Dr. Christian Klein ins Amt eingeführt. Er blieb dort bis September 2005. Nach dem Weggang von Pfarrer Dr. Christian Klein im selben Jahr blieb die 1. Pfarrstelle vakant. Ebenfalls 2005 wurde das alte Pfarrhaus an der Kreuz-Kirche abgebrochen. Auf dem Gelände wurde von der Familie Metz das Seniorenheim „Ludgeristift an der Kreuz-Kirche“ erbaut. Das Motto der Zusammenarbeit lautete: „Wir bauen aufeinander“.
Der Kirchenkreis stellte am 1. Januar 2006 die Finanzierung der Gemeinden um. Gebäude, Personal und Jugendhaus waren nun Bestandteil des Haushaltes der Gemeinde. Zum 1. November 2006 wurde die 1. Pfarrstelle aufgehoben und die 5. zur 1. Pfarrstelle umgewandelt.
Zum 1. April 2007 erfolgte die Übergabe der Trägerschaft des Jugendhauses Uphof an den Kirchenkreis Hamm. Dadurch wurde die Jugendarbeit wieder in eine Hand gelegt, nämlich die des Kirchenkreises. Nach langen und schwierigen Strukturgesprächen wurde am 1. September 2007 Walstedde der Kirchengemeinde Ahlen und Herbern der Kirchengemeinde Werne zugeordnet. Zugleich wurde die 4. Pfarrstelle aufgehoben und durch die 3. Pfarrstelle ersetzt.
Am 30. Juni 2008 wurde aus Kostengründen die B-Kirchenmusikerstelle aufgelöst. Kirchenmusiker Tobias Heinke wurde dadurch arbeitslos. Zum 1. August 2008 gingen die drei Kindertagesstätten der Gemeinde in die Trägerschaft des Kirchenkreises über.
Zum 1. Dezember 2009 wurde das Gemeindebüro ins KLC verlegt. Interne Auseinandersetzungen führten zur Auflösung des Evangelischen Kirchenchores.
Ebenfalls im Jahre 2009 wurde der Abbruch des Gemeindehauses für das Jahr 2010 beschlossen, da für die nötig gewordene umfangreiche Sanierung keine Gelder zur Verfügung standen. Tatsächlich wurde aber erst am 29. März 2011 mit dem Abbruch begonnen. Die Aufgabe des Gustav-Adolf-Hauses erfolgte mit feierlichem Gottesdienst am 4. Advent 2009. Die Familie Metz übernahm zum 1. Januar 2010 das Gebäude und das Grundstück auf Erbpachtbasis und errichtete dort Altenwohnungen.
Die Gemeinde hat nunmehr 8496 Mitglieder und drei Pfarrstellen.

### Aktuelle Situation
Die Gemeinde besteht aktuell aus drei Bezirken, die den Stadtbezirk Bockum-Hövel umfassen.
- Bezirk 1: Hövel (weil er mit dem Bezirk Bockum historisch zu den ersten Bezirken gehörte).
- Bezirk 2: Bockum (weil er zwar mit dem Bezirk Hövel gegründet wurde, aber keine Kirche besaß).
- Bezirk 3: Uphof (entstanden 1962, weil er erst durch das Wachstum der evangelischen Bevölkerung im nördlichen Bockum-Hövel notwendig wurde).

Der Bezirk Hövel findet seinen geistlichen Mittelpunkt an der Kreuzkirche an der Hammer Straße. Da die Kreuzkirche bei ihrer Entstehung Anfang des 20. Jahrhunderts eng mit der inzwischen stillgelegten Zeche Radbod verbunden war, gehören zu ihr Teile der alten Zechenkolonie und des ehemals rein katholischen Stadtbereichs Hövel. Der Bezirk besitzt zurzeit (Stand: Dezember 2009) 2.800 Gemeindemitglieder.

## Bauliche Beschaffenheit
Das ganze Gebäude der Kreuzkirche ist in einer an bodenständige Formen des Jugendstils anknüpfenden Bauweise gehalten. Ihr Architekt Siebold nannte sie modern-romanisch. Über einem hohen Sockel aus Bruchsteinen erheben sich geputzte, einfach gegliederte Mauern. West-, Ost- und Nordarm sind dabei zweigeschossig gehalten.
Turm und Haupteingang der Kirche liegen gegenüber der früheren Kaiserstraße, der heutigen Friedrich-Ebert-Straße. Siebold schuf eine von Norden nach Süden gerichtete kreuzförmige Zentralanlage mit gleichen West- bzw. Ostarmen, längerem Nordarm und kürzerem Südarm mit niedrigerem, flachschließendem, von gemeinsamen seitlichen Anbauten flankierten Chorraum. Der Name Kreuzkirche leitet sich von dieser Bauweise ab.
Der Turm trägt einen mit Schiefer gedeckten Spitzhelm und markiert die nordwestliche Ecke der Kirche. Damit geht im Erdgeschoss ein ebenfalls nordöstlich gelegener Vorbau mit Eingangshalle und Nebenräumen einher. Der Baukörper wird von einem kreuzförmigen Satteldach überspannt. Kleine Fenster durchbrechen die glatt verputzte Turmfassade. In Höhe des Langhausfirstes sind im Glockengeschoss an drei Seiten jeweils drei Fenstergruppen etwas vertieft eingebaut. Die zum Wald hin ausgerichtete Seite enthält dabei keine Fenster, mit Ausnahme der von den Seiten aus zugänglichen einstöckigen Anbauten für Sakristei und Warteraum.
Ein Krüppelwalmdach überwölbt den Chorraum und setzt sich als Pultdach über den Anbauten bis zum Ost- und Westkreuzarm fort. Der Innenraum des Gotteshauses, der von zwei sich im Mittelraum kreuzenden Rabitztonnen überwölbt wird, ist durch mehrere, teilweise unsachgemäße Renovierungen im Jahre 1966 stark verändert worden. Vor allem der Altarraum hat sich gegenüber dem ursprünglichen Aussehen stark verändert. Ausmalungen wurden übermalt, die aus Holz gefertigten Prinzipalstücke wurden durch Betonarbeiten ersetzt. 1985 wurde das Gebäude dann unter Denkmalschutz gestellt, was einen teilweisen Rückbau ermöglichte. So wurde der Bogen über dem Altarraum wieder wie zuvor mit Johannes III Vers 16 geschmückt: Also hat Gott die Welt geliebt, dass er seinen Eingeborenen Sohn gab. Der ursprüngliche Aufbau hinter dem Altartisch war neoromanisch gestaltet, reich gegliedert und mit einem Rundbogen versehen. Er existiert zwar nicht mehr, aber das darin befindliche Gemälde mit Jesus und den Emmaus-Jüngern wurde restauriert und in die Rückwand des Chors eingelassen, nachdem es jahrzehntelang im Konfirmandenraum gehangen hatte. Um drei Seiten des Innenraums ziehen sich Emporen, die im Ost- und Westraum stützenlos konstruiert sind. Ein Konfirmandensaal, der durch Jalousien vom Kirchenraum abgetrennt werden konnte, befand sich von Anfang an unter der tiefen Nordempore. Heute sind die Öffnungen zwischen den beiden noch vorhandenen romanisierenden Säulen allerdings zugemauert.
In den unteren Giebelwänden des westlichen und des östlichen Arms befinden sich je fünf quadratische Fenster. Darüber sind vier Rundbogenfenster in die Wand eingelassen. Zwei in der Mitte gelegene hohe Fenster, je eines zu beiden Seiten, hat zwischen 1988 und 1996 die Künstlerin Elisabeth Altenrichter-Dicke mit farbigen Glasbildern geschmückt. Diese zeigen auf der Ostseite einen Chor der Engel und das Orchester der Engel und auf der Westseite die Melodie des Liedes Du meine Seele, singe. Die antiken Glasfenster sind von Paradiesischen Blumen umrahmt. Im unteren Bereich des Nordflügels sind fünf hochrechteckige Fenster zu sehen, darüber die einheitlich rundbogenüberfangene Fenstergruppe. Über sie schreibt Althoff: Sie ist aufzufassen als vier gekuppelte Rundbogenfenster, deren mittlere sowohl nach unten als auch nach oben gelenkt und ohne Zwischenräume ausgefüllt sind. Über den vier Fensterbogen sind drei kreisförmige Öffnungen eingeschnitten. Das Bogengewände, das die ganze Fensteranlage umfasst, ist schuppenartig verziert. Im Giebel darüber befindet sich ein aus Bruchsteinen gefertigtes Kreuz, das von zwei kleinen Rundbogenfenstern flankiert wird. Dem vom Rundbogen umfangenen Nordfenster entspricht die Gestaltung des Hauptportals an der Turmnordseite. Dieses ist exakt auf die Friedrich-Ebert-Straße hin ausgerichtet und soll den von dort kommenden Menschen die Bereitschaft zu ihrer Aufnahme signalisieren. Auch die feine Gestaltung des in gelbem Sandstein ausgefüllten Bogengewändes über der Tür unterstreicht den einladenden Charakter. Die ursprüngliche hölzerne Tür ist mit kleinen Gitterfenstern verziert. Das Tympanonfeld wird durch Kreuz- und Rundöffnungen durchbrochen. Zwei gedrungene Säulen auf dem Bruchsteinsockel rahmen den Eingang.

## Ausstattung
Beim Eintreten fällt dem Kirchenbesucher ein gewaltiger Kronleuchter auf, der über den beiden durch einen Mittelgang getrennten Bankreihen hängt. Er wurde 1988 seitens der Lehrlingswerkstatt der Zeche Radbod aus Messing und Kupfer gefertigt. Der 320 Kilogramm schwere Leuchter ist in der Mitte der gewölbten Decke angebracht und hat 24 Glaszylinder mit je zwei Glühlampen.
Die Altarbibel ist ein Geschenk der letzten deutschen Kaiserin Auguste Viktoria. Selbst die drei Bronzeglocken fehlten nicht. Die Kirche ist in einem der romanischen Bauweise angeglichenen Stil errichtet. Ihre Formen sind von schlichter Einfachheit. Der Altar war früher mit einem Gemälde des Kirchenmalers Mause geschmückt, das die Emmausszene darstellt. Das Bild hat nach der Neuausmalung der Kirche seinen Platz im Konfirmandensaal gefunden. Kanzel und Taufstein sind aus Holz und in ihrer Durcharbeitung wertvolle Stücke handwerklicher Kunst.

### Glocken
Ein 1912 von der Firma Rincker für die neue Kirche gegossenes Dreiergeläut (cis´ – e´ – g´) fiel dem Ersten Weltkrieg zum Opfer, als es gerade fünf Jahre alt war; ausgenommen war die kleine Bronzeglocke, die im Besitz der Gemeinde blieb. 1922 wurde es durch das bis heute bestehende Gussstahlgeläut ersetzt, das vom Bochumer Verein für Gussstahlfabrikation gefertigt worden war. 1942 musste die kleine Bronzeglocke – Ton cis, Inschrift Römer 12, Vers 12 –, die bis 1918 mit den beiden anderen Glocken zusammen und von da ab bis 1921 allein geläutet hatte, als Kriegsmaßnahme abgegeben werden.
- 1922, BVG (Stahl), Ton d´ + 3, Durchmesser 1489 mm, Gewicht circa 1400 kg.
- 1922, BVG (Stahl), Ton f´ – 5, Durchmesser 1321 mm, Gewicht circa 1000 kg.
- 1922, BVG (Stahl), Ton as´-1, Durchmesser 1092 mm, Gewicht circa 550 kg.

Die Glocken tragen die folgenden Inschriften:
Die kleine Glocke: In ernster Zeit dem Herrn geweiht, uns zur Seligkeit
Die mittlere: Jeremias 22, Vers 29: O Land, Land, Land, höre des Herrn Wort
Die große: Römer 12, Vers 12: Seid fröhlich in Hoffnung, geduldig in Trübsal, haltet an am Gebet

## Pfarrer
Series pastorum

### 1. Pfarrstelle (1911–jetzt)
- 1907–1910 Hpr Karl Niemann
- 1911–1927 Wilhelm Wiehe (seit 1910 Hpr Hamm und Radbod)
- 1927–1930 Hermann Nelle
- 1931–1959 Erwin Lorentz
- 1946–1959 Wilhelm Bufe (Ostpfarrer aus Schlesien für Walstedde)
- 1959–1967 Karl Uffmann
- 1968–2003 Dorothea Richter
- 2004–2005 Dr. Christian Klein
- seit 2006 Rebekka Klein

### 2. Pfarrstelle (1931–jetzt)
- 1923–1924 Hpr Karl Bastert
- 1924–1926 Hpr Karl Pawlowski
- 1926 Hpr Fritz Petry
- 1927 Hpr Gerhard Schloemann
- 1927–1928 Hpr Emil Schneider
- 1928–1929 Hpr August Voß
- 1929–1930 Hpr Hans zur Nieden
- 1930 Hpr Otto Maschke
- 1931–1969 Hugo Echternkamp (seit 1930 Hpr, 1940–46 Kriegsdienst)
- 1969–1990 Karl-Heinz Supplie
- seit 1990 Elke Daasch

### 3. Pfarrstelle (1954, Herbern, ab 2007 Uphof)
- 1955–1961 Dr. phil. Otto Klein (seit 1950 Hpr)
- 1964–1988 Dietrich Böning
- 1989–2005 Wilfried Voß
- 1991 bzw. 2007 bis 2015 Hans-Jürgen Witt
- seit 2015 Markus Riedler

### 4. Pfarrstelle (1961–2007)
- 1961–1991 Georg Stöcker
- 1991–2007 Hans-Jürgen Witt

### 5. Pfarrstelle (1981–2006)
- 1981–1983 Pfvw Christa Blodau
- 1986–1990 Jörg Michael Schmidt
- 1991–1993 Karlfriedrich Schickora
- 1994–2006 Rebekka Klein

## Zahl der Gemeindeglieder
- 2.000 (1908)
- >3.000 (1911)
- 6.029 (1921)
- 10.100 (1958)
- 11.350 (1965)
- 11.900 (1970)
- 11.943 (1974)
- 12.050 (1978)
- 11.100 (1985)
- 10.775 (1993)
- 10.369 (2000)
- 9.934 (2006)
- 8.496 (2010)